# Паспорт гражданина Судана

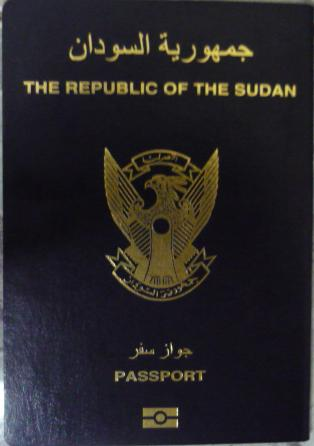
Современный биометрический паспорт Судана

Паспорт гражданина Судана — документ, который выдаётся гражданам Судана для совершения поездок за границу.
В мае 2009 года Судан приступил к выпуску электронных паспортов. Существует три основных вида нового электронного паспорта Судана:
1. Регулярный — выдаётся гражданам Судана для международных поездок, сроком на 5 лет. Содержит 48 страниц.
2. Специальный — выдаётся гражданам Судана, которые путешествуют по служебным делам, сроком на 7 лет. Содержит 64 страницы.
3. Обычный — выдаётся детям. Содержит 32 страницы.

Микропроцессор будет содержать информацию о владельце. Затраты на получение нового паспорта для взрослых будут примерно SDG 250 ($ 100), SDG 200 для студентов и SDG 100 для детей.